# Желтакова, Надежда
Надежда Желтакова (р. 1 апреля 1976) — туркменская спортсменка, чемпионка Азии по борьбе, призёр чемпионатов по дзюдо.

## Биография
Родилась в 1976 году. В 1994 году стала бронзовой призёркой Азиатских игр по дзюдо. На чемпионате Азии по дзюдо 1995 года завоевала серебряную медаль в абсолютной весовой категории. В 1997 году стала чемпионкой Азии по борьбе и бронзовой призёркой чемпионата Азии по дзюдо в абсолютной весовой категории. В 1999 году завоевала бронзовые медали чемпионата Азии по борьбе и чемпионата Азии по дзюдо.